# Javier Vellés
Javier Vellés Montoya (Bilbao, 1943) es un arquitecto español.
Estudió en la Escuela Técnica Superior de Arquitectura de Madrid. Durante varios años trabajó estrechamente con Francisco Javier Sáenz de Oíza. Completó sus estudios y comenzó a enseñar, primero en los cursos de dibujo (1972-1975), y después de completar sus estudios en el Proyecto III y Proyecto Final. En 1975, abrió su estudio.
Alguna de sus obras más importantes son la restauración y afianzamiento de las murallas de Melilla, la restauración completa de la capilla de San Isidro y la capilla del obispo, ambas en la iglesia de San Andrés de Madrid o el Umbráculo de Cercedilla (este junto con la arquitecta María Luisa López Sardá).
Se encuentra vinculado a la escuela de arquitectura de la Universidad de Castilla-La Mancha en Toledo (eaT) desde su fundación.
En 2018 publicó el libro Oíza, a caballo entre una biografía y una monografía, haciendo un repaso personal, desde su condición de discípulo, de la vida y la obra de Oíza. Recibió el Primer Premio COAM ex aequo 2018 por el mismo.
Es padre de la actriz y cantante Manuela Vellés.